# Geschichte der Juden auf Barbados

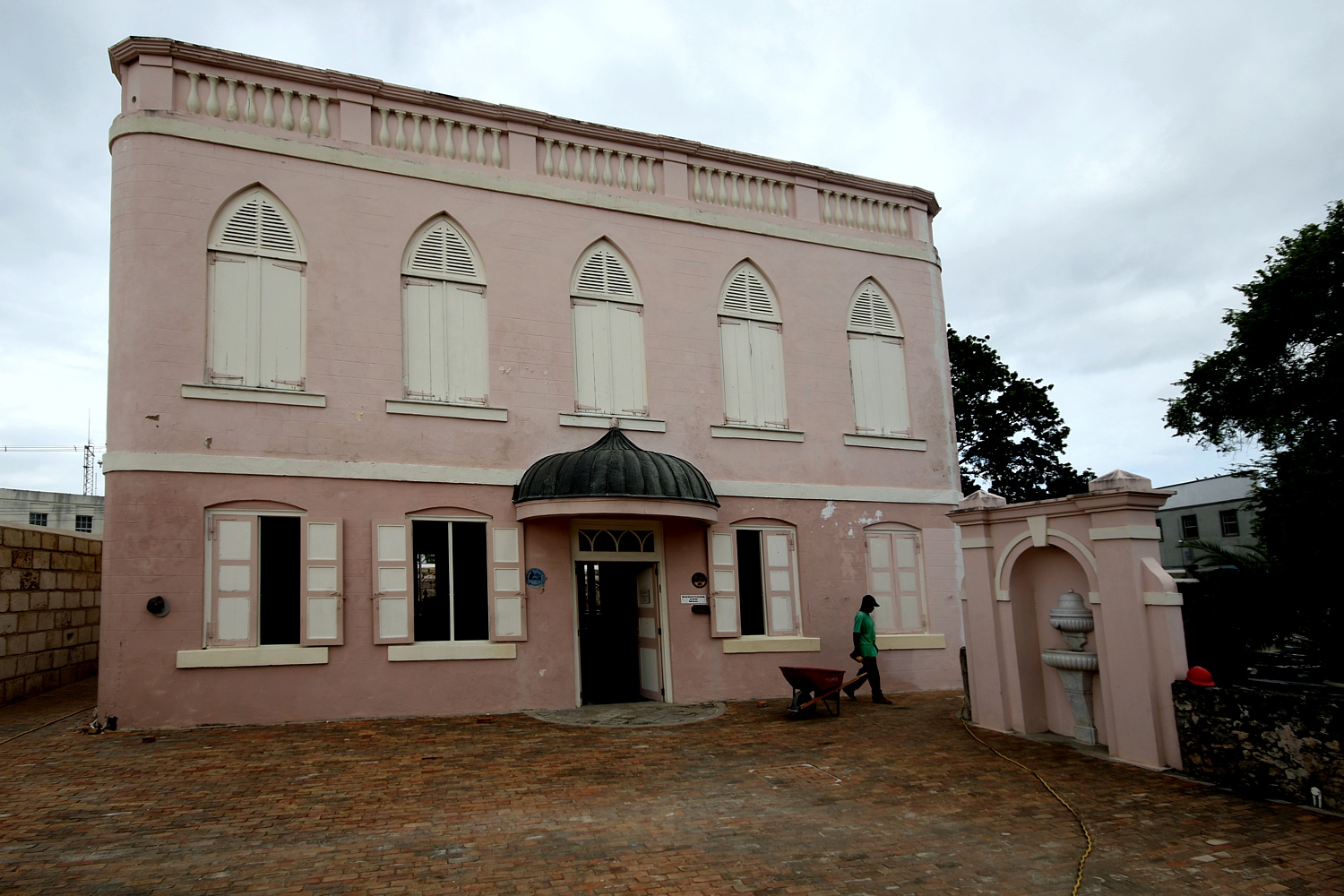
Die 1986 restaurierte Nidhe Israel Synagoge in Bridgetown

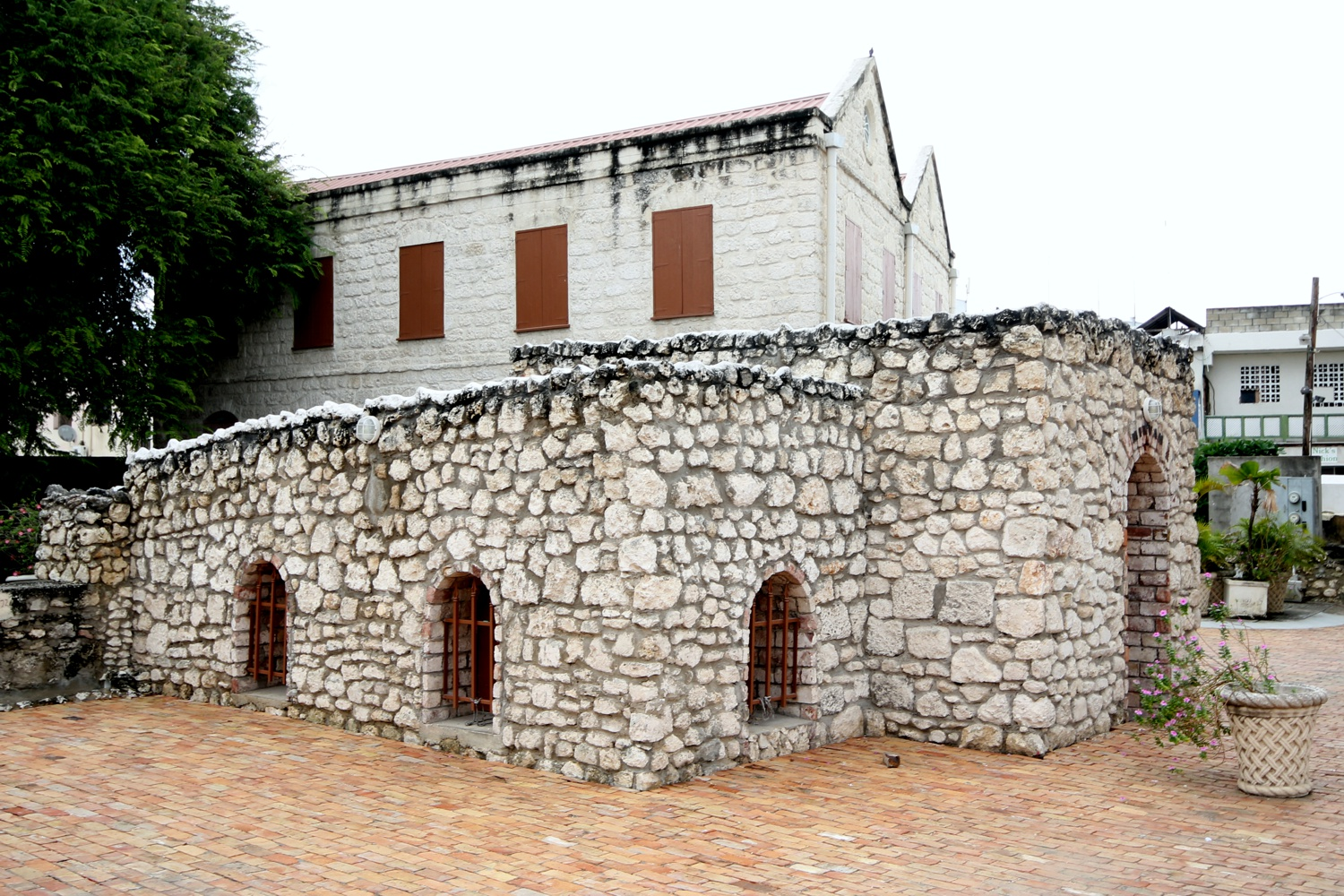
Die Mikwe von 1654

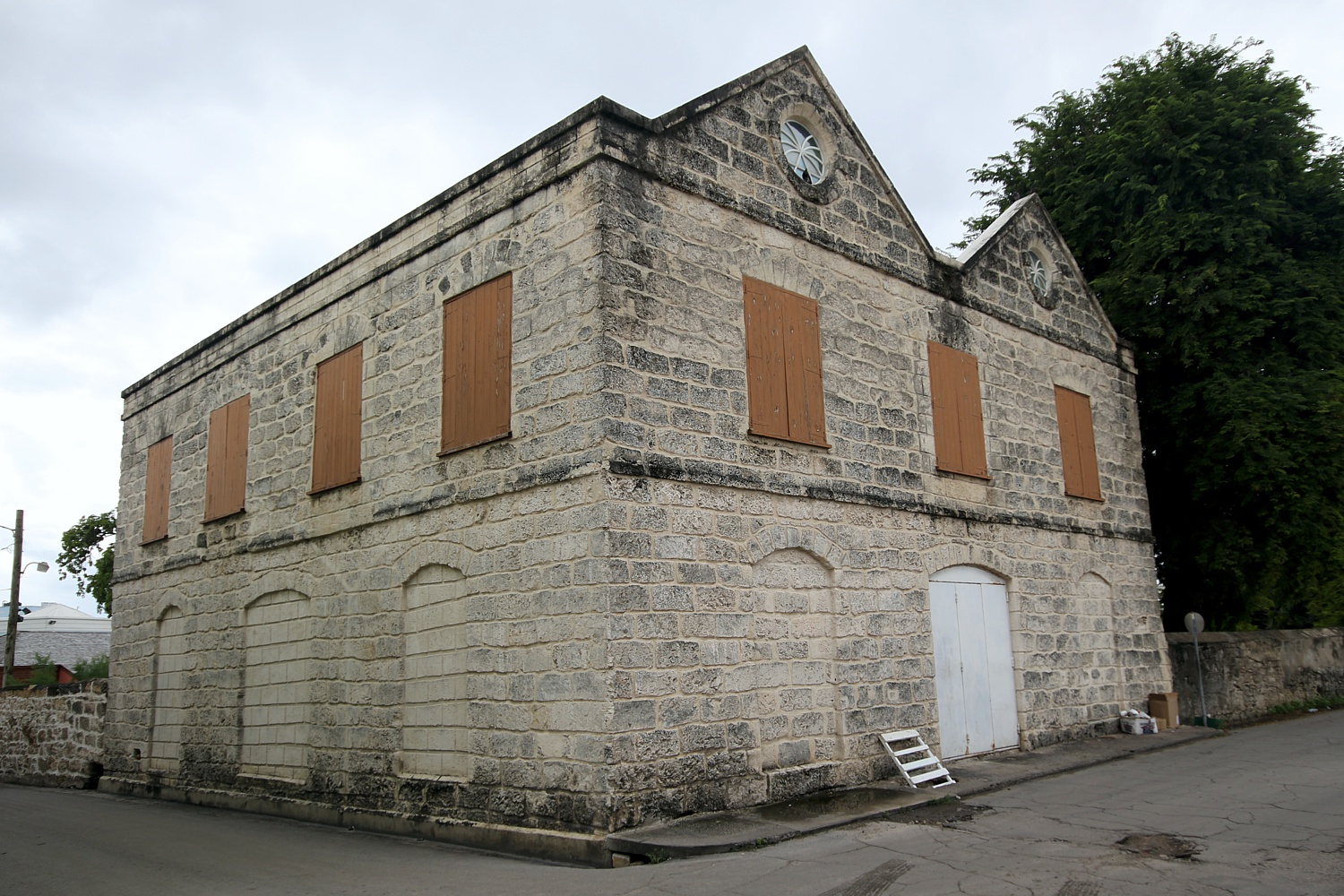
Das Israel-Museum in Bridgetown

Die Geschichte der Juden auf Barbados beginnt 1654, als sephardische Juden als Flüchtlinge aus Niederländisch-Brasilien auf der damals britischen Insel Barbados landeten. Die Flüchtlinge kamen aus den jüdischen Gemeinden von Recife und Bahia im kurzzeitig niederländischen Norden Brasiliens und mussten das Land nach der Eroberung Niederländisch-Brasiliens durch die Portugiesen verlassen – nach einigen Quellen auf der Flucht vor der Inquisition, nach anderen, da sie als Verbündete der Niederländer angesehen wurden. Britische Plantagenbesitzer auf Barbados, die gerade mit der Kultivierung von Ingwer und Indigo zu scheitern drohten, nahmen in dieser Situation Kontakt zu den jüdischen Flüchtlingen auf und brachten sie so nach Barbados. Die jüdischen Flüchtlinge brachten wertvolle Kenntnisse über den Anbau und die Verarbeitung von Zuckerrohr und Kaffee mit, die einen Beitrag leisteten für die Entwicklung der Insel als wichtiger Zuckerproduzent.
Nur wenige der Juden von Barbados waren selbst Plantagenbesitzer, da das kultivierbare Land auf der kleinen Insel bei ihrer Ankunft bzw. spätestens in den 1660er Jahren bereits vergeben war. Die Ankömmlinge ließen sich daher zumeist in der Hauptstadt Bridgetown als Händler nieder, ein kleiner Teil von ihnen auch in der nördlichen Stadt Speightstown. Angeblich finden sich heute noch etliche der Nachnamen der aus Brasilien eingewanderten Juden als Familiennamen im heutigen Barbados, entweder unter den weißen oder farbigen Nachkommen der sephardischen Familien oder bei den Nachfahren ihrer Sklaven, die den Namen der Familien ihrer Besitzer angenommen hatten.
Im Jahre 1667 kam es zu einer zweiten jüdischen Einwanderungswelle. Nachdem die Niederländer die bis dahin britische Kolonie Surinam erobert hatten, wanderten viele dortige Juden nach Barbados aus, um ihre britische Staatsbürgerschaft zu behalten. 1697 lebten nahezu 300 Juden auf der Insel. Im Jahre 1668 wurde den Juden der Insel verboten, sich im Fern- oder lokalem Handel zu engagieren oder Sklaven zu kaufen. Zudem wurden sie gezwungen, in ein Ghetto umzusiedeln. Im Jahre 1802 wurden alle diskriminierenden Gesetze gegen die jüdische Bevölkerung durch die Kolonialverwaltung von Barbados aufgehoben. Barbados war die erste britische Kolonie, in der Juden volle politische Rechte erhielten.
Emigration und jüdische Assimilation sorgten jedoch dafür, dass die praktizierende jüdische Bevölkerung der Insel 1929 verschwunden war, als die letzten die jüdische Religion noch praktizierenden Nachfahren der brasilianischen Einwanderer die Insel verlassen haben sollen und in der letzten bis dahin noch aktiven Synagoge keine Gottesdienste mehr abgehalten wurden. Jüdisches Leben begann hier erst wieder, als im Gefolge  der Verfolgungen durch die Nazis und des Holocausts aschkenasische 30 jüdische Familien als Flüchtlinge aus Osteuropa eintrafen. Im Jahre 1968 lebten wieder 80 Juden auf Barbados.
Obwohl klein, hat die heute existierende jüdische Gemeinde Schritte unternommen, ihr Erbe z. B. in Form einer aktiven Synagoge, der 1987 wieder an neuer Stelle eröffneten Nidhe Israel Synagoge in Bridgetown, zu bewahren. Die alte Synagoge beherbergt heute ein Museum und eine Bücherei.  Im Januar 2008 wurde das Nidhe Israel Museum eröffnet, in dem die Geschichte der sephardischen und aschkenasischen Juden erzählt wird. Ebenfalls 2008 wurde der Hof der ursprünglichen Synagoge aus dem 17. Jahrhundert von Historikern und Studenten der University of the West Indies archäologisch untersucht. Schwerpunktmäßig wurde das Haus des Rabbis untersucht, es kam aber auch die noch intakte Mikwe aus dem 17. Jahrhundert zum Vorschein, die über einer Quelle errichtet war.
Heute (Stand 2017) leben etwa 40 Juden auf Barbados.